# Kishu
De kishu is een hondenras afkomstig uit Japan, met name uit de prefecturen Wakayama en Mie. Dit ras wordt voornamelijk ingezet bij de jacht op wilde zwijnen.
De vacht van de kishu heeft harde dekharen met een volle dichte ondervacht. De kleur van het haar kan wit, rood of sesam zijn, eventueel met zwarte haarpunten. Hij heeft kleine, spitse, driehoekige oren.
Een volwassen reu bereikt een schouderhoogte van 52 centimeter. Een volwassen teef bereikt een hoogte van 46 centimeter. Een afwijking naar beide zijden van 3 centimeter is toegestaan.